# Хагемајстер
Хагемајстер (енгл. Hagemeister Island) је ненасељено острво САД које припада савезној држави Аљасци. Површина острва износи 312 ². 